# Die Epilog
Die Epilog war eine von 2013 bis 2023 erscheinende, unabhängige Kulturzeitschrift und der Name eines Vereins mit Sitz in Berlin. Die Zeitschrift erschien zuletzt einmal pro Jahr und widmete sich Themen aus Popkultur, Gesellschaft und Theorie. Sie gilt als Teil der deutschsprachigen Independent-Magazin-Szene.

## Profil
Das Magazin wurde als Druckausgabe im Jahr 2012 von einem Kollektiv junger Kulturjournalistinnen und -journalisten in Weimar gegründet. Die Macher verfolgten das Ziel, mit thematisch gebündelten Heften Essays, Interviews, Reportagen, künstlerische Beiträge und Bildstrecken zu kombinieren. Inhaltlich bewegt sich das Magazin im Spannungsfeld von Popkultur, Medienkritik, Kulturtheorie und Zeitdiagnostik.
Die Erstausgabe im Jahr 2013 hatte eine Auflage von 10.000 Stück; im weiteren Verlauf stiegen die Auflagen auf 11.000.
Die Redaktion verfolgte einen experimentellen, essayistischen Zugang zu Kultur und Alltagsphänomenen. So brachte sie ihr Magazin im Jahr 2017 performativ im Rahmen einer szenischen Lesung in der Volksbühne oder auf dem ARD-Radiofestival auf die Bühne. Die Gestaltung sowie der eigenwillige Titel der Zeitschrift war für ihre Zeit auffällig. Das Magazin wurde 2020 auf dem ADC Festival für den Willy-Fleckhaus-Preis nominiert.
Die Zeitschrift war regelmäßig auf Messen wie der Frankfurter Buchmesse oder der Indiecon vertreten.
Der Titel (Die Epilog) knüpfte mit seinem Namen an eine erste Online-Ausgabe (epilog.de) an, die bereits 1997 auf dem Medienmarkt erschienen war und den Haupttitel Zeitreisen zur Kultur + Technik trug. Diese stellte in zahlreichen Rubriken jeweils Entwicklungen aus der Vergangenheit in Bild und Text dar, hatte also eine völlig entgegengesetzte Zielstellung.

## Rezeption
Die Epilog wurde in verschiedenen deutschsprachigen Feuilletons besprochen und galt als Beispiel für eine neue Generation unabhängiger Magazine in Deutschland. Die Zeit kritisierte zur ersten Ausgabe einen fehlenden, lockeren Schreibstil; war aber hoffnungsvoll. Auch der Deutschlandfunk Kultur und Der Freitag berichteten über die Zeitschrift und die Redaktion. Das Online-Magazin Amazedmag beschreibt Die Epilog als „angriffslustige und radikale Kunstlektüre“, während Journal21 von „wohltuenden Perspektivwechseln“ spricht. Laut der Zeitschriftendatenbank liegt das Magazin aktuell an 10 Standorten aus.